# Coquillettia soligena
Coquillettia soligena är en insektsart som beskrevs av Bliven 1962. Coquillettia soligena ingår i släktet Coquillettia och familjen ängsskinnbaggar. Inga underarter finns listade i Catalogue of Life.